# California Winter
Singles de Bonnie McKee
American Girl
(2013) Bombastic
(2015)
California Winter est une chanson de l'auteure-compositrice-interprète américaine Bonnie McKee. La chanson a été publiée en tant que single indépendant sur les plateformes numériques le 14 décembre 2014.
Il s'agit de la première sortie indépendante de McKee depuis son départ d'Epic Records.

## Clip
Le clip de « California Winter » est sorti le 20 décembre 2014. Réalisé par Dan O'Sullivan, le clip a été filmé en un seul plan continu. La préparation du tournage a commencé moins d'une semaine avant, la chorégraphie ayant été apprise la veille et les costumes finalisés le jour du tournage. L'équipe a transformé une pièce vide en un décor de fête, réalisant six prises, le montage final étant la dernière prise. McKee a décrit cet effort comme un « miracle de Noël ».
Un an plus tard, en 2015, un clip vidéo remixé a été diffusé dans une émission spéciale intitulée « California Winter Extravaganza ».

## Réception
Michelle McGahan de PopCrush a fait l'éloge de « California Winter » comme étant un morceau festif et optimiste, soulignant son potentiel à devenir un favori des fêtes de fin d'année en 2014. Les critiques ont noté la nature pétillante de la chanson, les éléments festifs tels que les références aux « bougies à la cannelle », et les clochettes proéminentes. Michelle McGahan a comparé la performance vocale de McKee à un mélange d'Ariana Grande, Katy Perry et Cyndi Lauper.